# Lassingrotte
Lassingrotte ist eine Ortschaft und eine Katastralgemeinde der Gemeinde Annaberg in Niederösterreich. Die Ortschaft hat 95 Einwohner (Stand 1. Jänner 2024).

## Geografie
Die Ortschaft befindet sich westlich der Annarotte und wird von der Mariazeller Straße B20 erschlossen. Sie besteht aus der Streusiedlung Lassingrotte, der Rotte Sägemühle und einigen Einzelgehöften.

## Geschichte
Laut Adressbuch von Österreich waren im Jahr 1938 in Lassingrotte zwei Fuhrwerker, ein Gastwirt, drei Sägewerke, ein Schmied, ein Schneider, ein Tischler, ein Wagner und einige Landwirte ansässig.